# Clase Mackensen
La Clase Mackensen fue la última clase de crucero de batalla que llegó a ser construida en Alemania durante la Primera Guerra Mundial. Ninguno de ellos llegó a ser completado, ya que las prioridades de construcción de buques se centraron en los submarinos y destructores. Fueron desguazados a comienzos de los años 20.
El diseño de los Mackensen tenía mucho de versión mejorada de la clase previa Derfflinger. Portaban los nuevos cañones de 350 mm (13.8”). Además de los buques de la clase Mackensen, se planearon otros tres buques que incorporaban cañones de 380 mm (15”) en su batería principal, como respuesta a la clase Renown de la Royal Navy. Estos tres últimos buques son conocidos generalmente como clase Ersatz Yorck.
En respuesta a la clase Mackensen, el  Reino Unido inició la Clase Admiral, del que solo se llegó a completar el HMS Hood.

## Buques

Dibujo lineal de la clase Mackensen.

La clase la componían los siguientes buques:
- SMS Mackensen - nombrado en memoria del Mariscal August von Mackensen, puesto en grada el 30 de enero de 1915 en los astilleros Blohm & Voss de Hamburgo. Fue botado el 21 de abril de 1917, pero nunca llegó a ser completado, siendo desguazado entre 1923 y 1924.

- SMS Graf Spee - nombrado en memoria del Almirante Maximilian von Spee, fue puesto en grada el 30 de noviembre de 1915 en los astilleros Schichau de Danzig (actual Gdansk, Polonia), y botado el 15 de septiembre de 1917. Se detuvo su construcción el 17 de noviembre de 1918 y fue desguazado entre 1921 y 1923.

- SMS Prinz Eitel Friedrich (Ersatz Freya) - nombrado en memoria de uno de los hijos de Guillermo II, Eitel Federico, fue puesto en grada el 1 de mayo de 1915 por los astilleros Blohm & Voss de Hamburgo y se botó incompleto para liberar la grada el 13 de marzo de 1920.  Fue desguazado en Hamburgo en 1921.[1]

- SMS Fürst Bismarck (Ersatz A) - nombrado en honor a Otto von Bismarck, fue puesto en grada el 3 de noviembre de 1915 en Wilhelmshaven y desguazado en la propia grada en 1922.